# کن گرین (بازیکن فوتبال، زاده۱۹۲۹)
کن گرین (انگلیسی: Ken Green; ۲۰ نوامبر ۱۹۲۹ – مارس ۲۰۱۲ (۸۲ ساله)) بازیکن فوتبال بود.
از باشگاه‌هایی که در آن بازی کرده‌است می‌توان به باشگاه فوتبال گریمزبی تاون اشاره کرد.